# 秋葉山公園 (静岡市)
秋葉山公園（あきはやまこうえん）は、静岡県静岡市清水区にある公園。都市公園であり住区基幹公園（近隣公園）に分類される。清水ICすぐ南に位置する秋葉山にある。

## 概要
秋葉山の西側半分が公園になっている。
南側から順に、アンパンマンの石像のある「ちびっこ広場」、「多目的芝生広場」「古墳の広場(南側の1号墳)」、エントランス兼臨時駐車場の「であいの広場」、「古墳の広場(中央付近の2号墳)」「清風の広場」「遠見の丘」「丘の上遊具広場」、北側を下った所に「登り窯広場」、「西久保ちびっこ広場」などがある。
丘の上遊具広場には「冒険の砦」がありアスレチック、ローラースライダーが設置されている。
3月下旬から4月上旬にはサクラが、4月下旬にはキリシマツツジが見られる。
北西側に「日米友好の木」としてハナミズキが植えられている。ハナミズキは静岡市の市の木でもある。
この木はワシントンDCに薄寒桜を送ってから100周年を記念してアメリカ合衆国から贈られたもので23本が秋葉山に、2本が賎機山公園に植えられた。なお薄寒桜は、里帰りをして清水船越堤公園にも植えられている。
一時避難場所に指定されている。防災拠点として機能するように防災倉庫、貯水槽、手動ポンプなどがある。トイレは「上」と「下」の他、合わせて4か所。下にはオストメイトがあり、車椅子対応トイレもある。
1号墳およびちびっこ広場からは東海道新幹線が通過するのが数分間隔で見れる。
1号墳頂上からは清水港や三保半島が見える。見晴らしはさえぎる木がない「遠見の丘」のほうがよい。
園内には秋葉山古墳群があり、1号墳には解説看板があり、それによると太平洋戦争中に高射砲が置かれた。2024年時点で、1号墳は公園整備で2008年に植えられた雑木林が成長して外観ははっきり見えない。2号墳には低木のキリシマツツジが植えられている。
北側斜面では秋葉山古窯跡群も見つかっている。
2016年、隣接の清水工業高校跡地のうち残りの東半分が整備され「秋葉山公園学校側駐車場」と多目的広場、防災倉庫が整備された。工業高校当時より約1メートル盛土されている。駐車台数が57台から合計111台に増加。

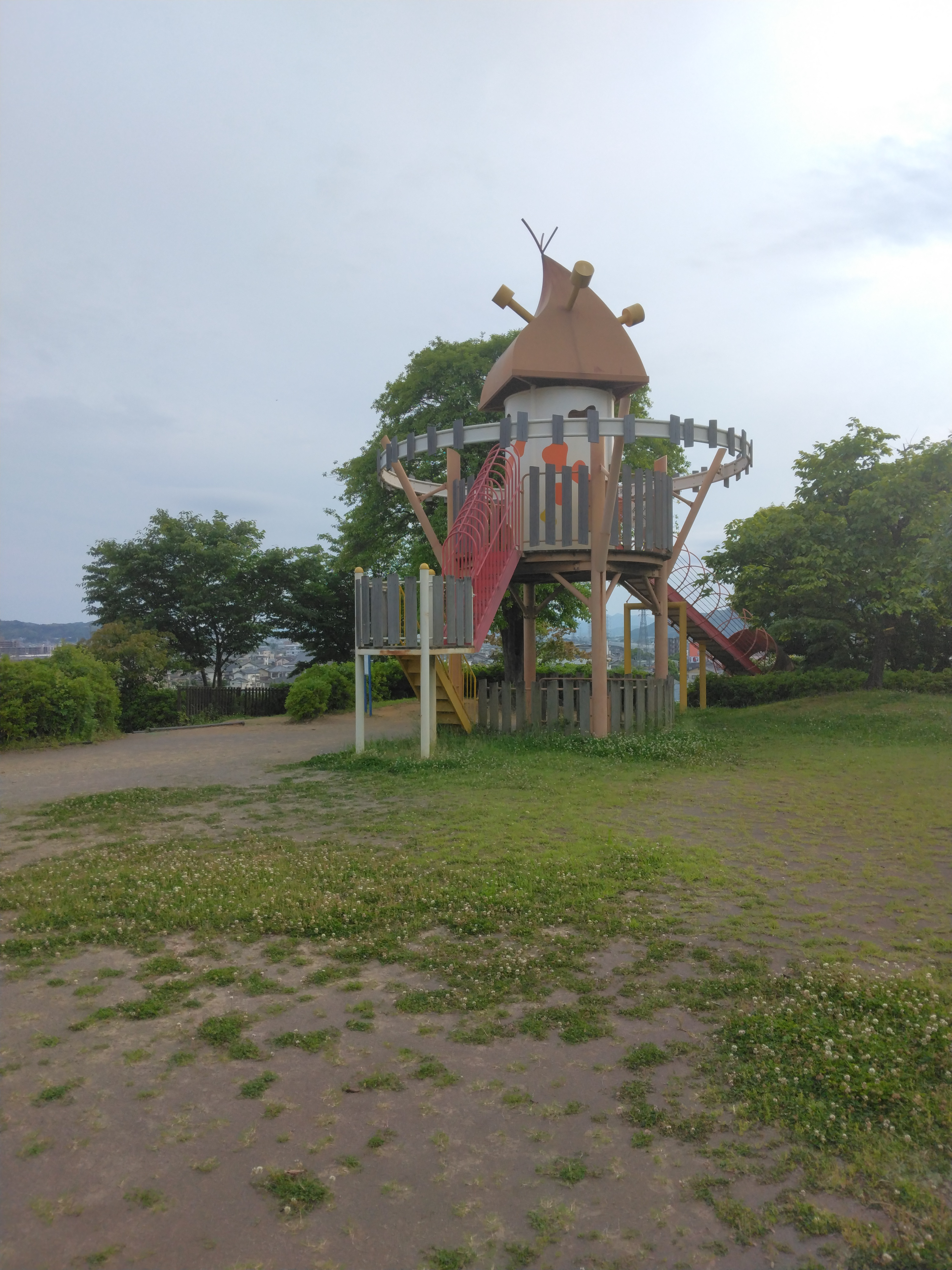
秋葉山公園ローラースライダー

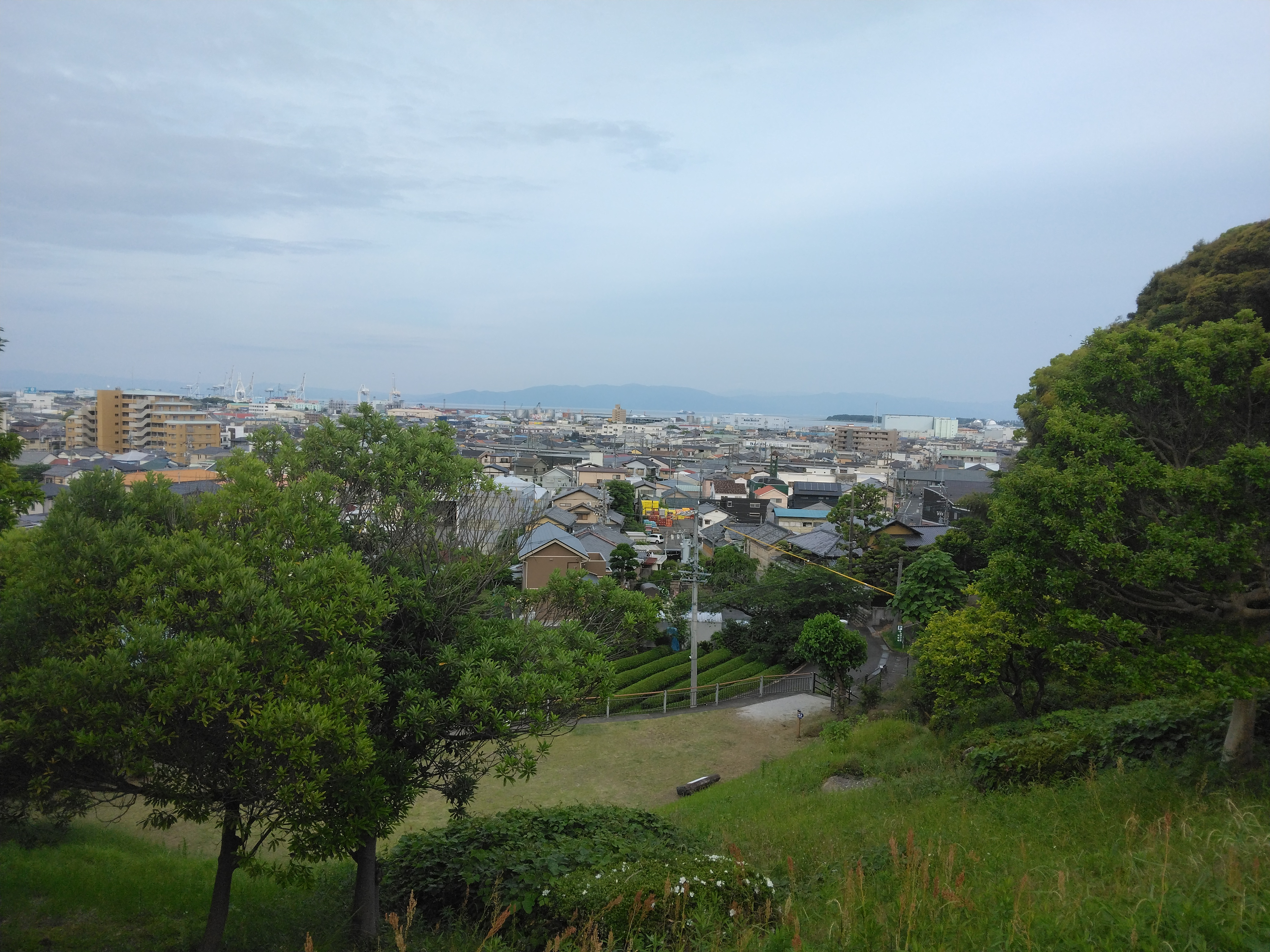
秋葉山公園「遠見の丘」から南東方向

## 沿革
- 弥生時代から古墳時代 - 台状墓、古墳、登り窯が作られる。
- 2008年 - 公園、新設。
- 2014年[11] - 日米友好の木。
- 2016年7月 - 駐車場拡張、多目的広場、防災倉庫、整備[12]。

## 秋葉山古墳群
あきはさんこふんぐん。秋葉山には3つ以上の古墳が見つかっており、公園内に秋葉山1号墳と2号墳がある。3号墳は2号墳のすぐ東隣の鹿島神社の境内にある。1号墳は1991年度に発掘調査がされ、1700年前の銅鏃（やじり）が1点出土、周りから土器が発掘された。2号墳、3号墳は円墳。

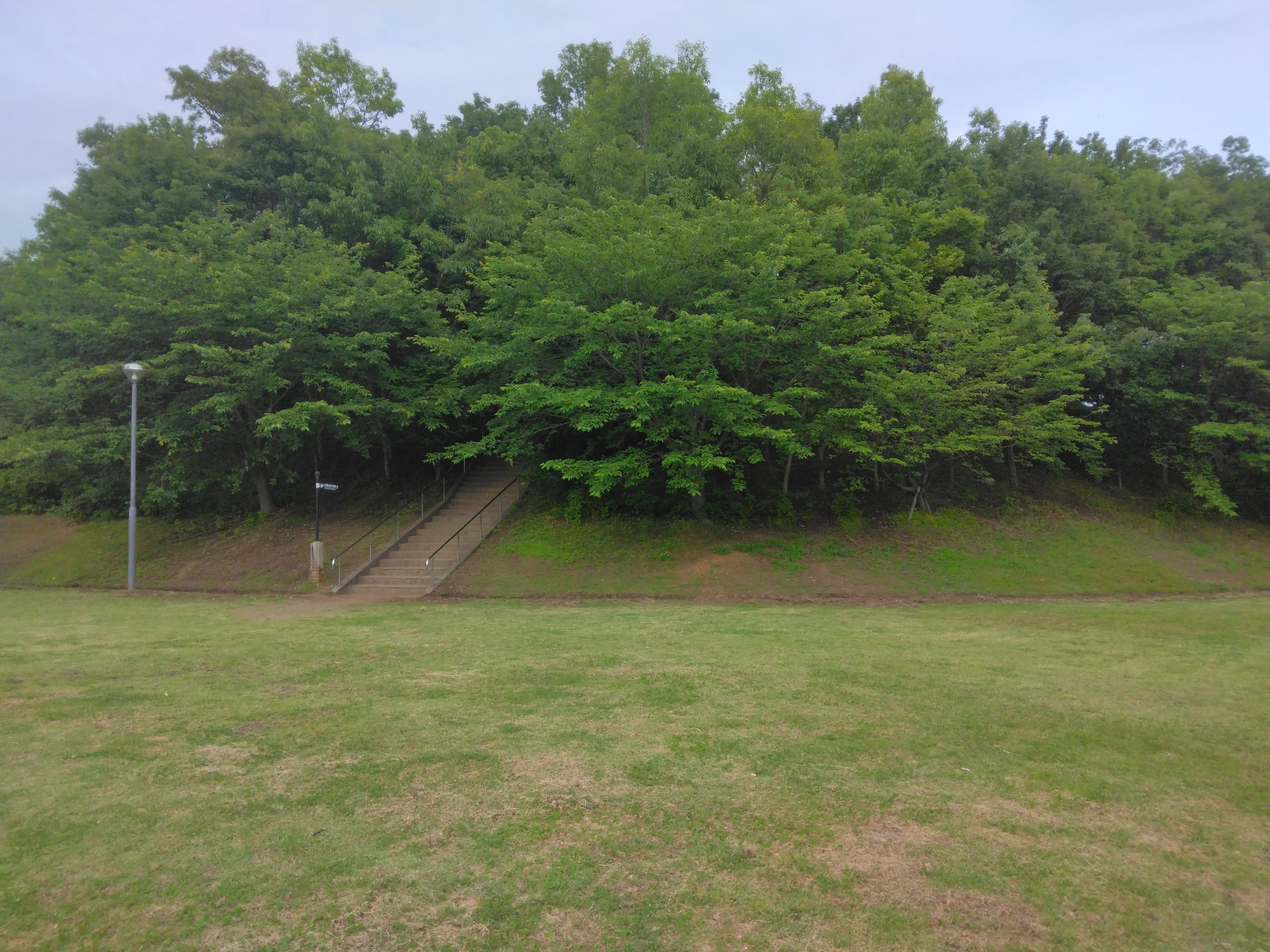
1号墳を多目的芝生広場から撮影
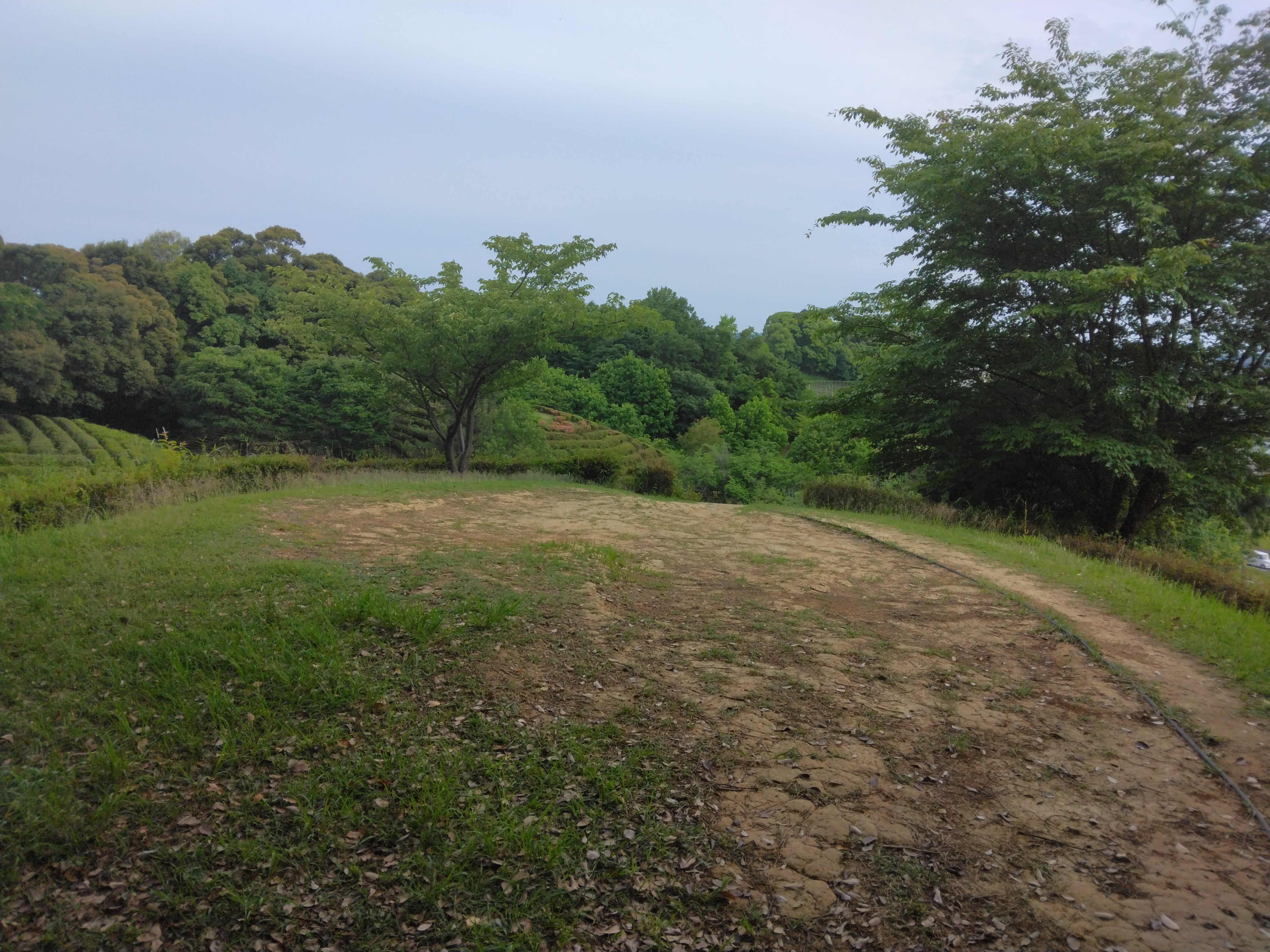
秋葉山古墳群2号墳（円墳）
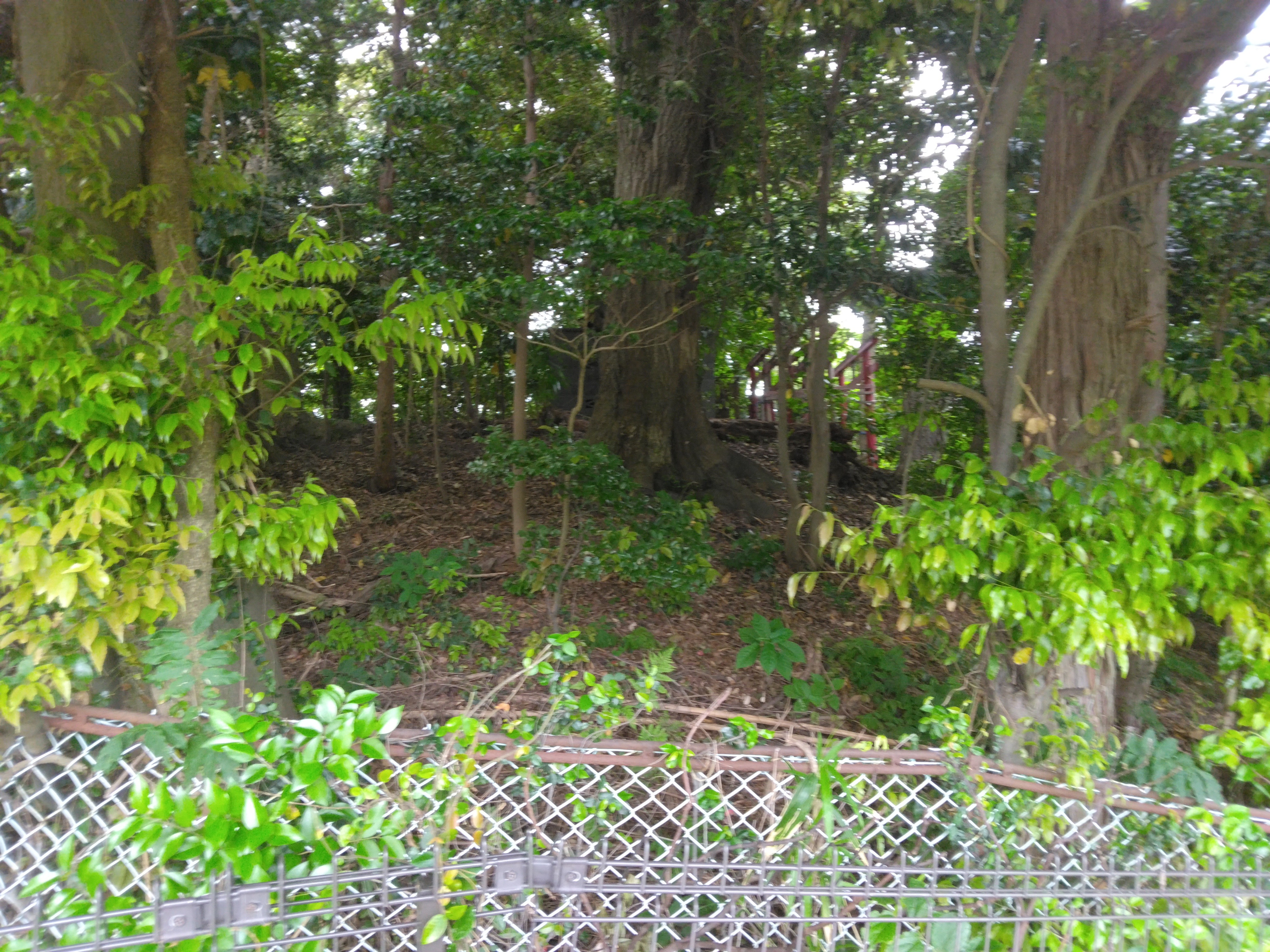
秋葉山公園から見た3号墳（円墳）

## 秋葉山古窯跡群
あきはやまこようせきぐん。古墳時代の窯跡が5基と3基、計8基および、須恵器が発見されている。
現在は植え込みに紛れている。

## アクセス
- JR東海 東海道本線 清水駅江尻口、しずてつジャストライン 北街道線(静岡駅行き)、バスで約10分、「秋吉町」降車、北へ新幹線をくぐり徒歩約10分。
- 同清水駅江尻口、しずてつジャストライン 庵原線(トレーニングセンター行)、バスで約7分、「鹿島神社前」降車、徒歩約10分。
- 車では東名高速道路 清水ICから南へ周りバス停の「秋吉町」の交差点を北上、ICから約5分。
- 徒歩では清水駅江尻口、北へ約30分 1.9キロメートル。

## 周辺施設
- 静岡県立清水特別支援学校 - 清水工業高校跡地の西側半分
- 東名 清水IC
- 八坂幼稚園
- 静岡県立清水東高等学校

## 清水区内の大きな公園
- 清水船越堤公園　総合公園
- 清水日本平運動公園 - 日本平スタジアム（運動公園）
- 日本平公園→日本平山頂
- 清水忠霊塔公園

## 参考資料
- しずおか公園ガイド（PDF：27721KB） - 静岡市 (PDF)  p17（公園）、p28（古墳）
- 秋葉山古墳群　静岡市 : ☆ぐっさんの写真日記
- 静岡市遺跡地図 2.41 MiB 静岡市教育委員会2021年3月31日発行